# Strophurus jeanae
Espèce
Synonymes
- Diplodactylus jeanae Storr, 1988

Statut de conservation UICN

 LC  : Préoccupation mineure
Strophurus jeanae est une espèce de geckos de la famille des Diplodactylidae.

## Répartition
Cette espèce est endémique d'Australie. Elle se rencontre dans le nord de l'Australie-Occidentale et dans le nord du Territoire du Nord.

## Description
C'est un gecko insectivore, nocturne et terrestre.

## Étymologie
Cette espèce est nommée en l'honneur de Jean White.

## Publication originale
- Storr, 1988 : A new species of Diplodactylus (Lacertilia: Gekkonidae) from northern Australia. Records of the Western Australian Museum, vol. 14, n. 2, p. 183-187 (texte intégral).